# Radovanje (Velika Plana)
Radovanje (Servisch: Радовање) is een plaats in de Servische gemeente Velika Plana. De plaats telt 689 inwoners (2002).